# Olympique Club de Khouribga
Maillots
Actualités
L'Olympique Club de Khouribga, plus couramment abrégé en OC Khouribga et plus connu sous O.C.K, est un Club sportif marocain omnisports basé dans la ville de Khouribga. Fondé le 13 juin 1923 en Empire chérifien par le prolétariat du protectorat de la ville.
Depuis 1939, l'OCK joue avec le statut professionnel grâce a la qualification historique en division honneur lors de la saison 1939/1940. Sacré Champion du Maroc 3 fois en basket et une fois en football, il fait partie des clubs marocains omnisports historiques les plus anciens du royaume.

## Histoire

### Débuts
Au début, l'Olympique de Khouribga était constitué seulement par des Français qui vivaient dans la ville de Khouribga, alors que les Marocains étaient absents de l'effectif de l'équipe à cause des habitants de la ville qui ne dépassaient pas 8 000 habitants en 1936. Les Européens ont fondé des associations sportives privées seulement pour eux, et avec les années, ils ont permis à deux ou trois Marocains de jouer parmi eux (Si Ali Adam, Haj Bouchaib, Bihi, Chrif, Aroui, Hammi, Mohamed Karamate, connus sous le nom de Haj Sahraoui).
Le club a réussi dans les années trente à dépasser les compétitions régionales et à accéder en Pré-honneur (2e division) aux côtés des clubs de US Kénitra, Club Olympique de Casablanca, Sporting Club de Mazagan (El Jadida), Fédala Sports (Mohammédia), ASPTT Rabat, Idéal Club Marocain, SCC Roches Noires, Alors que l'élite Honneur (1e division) se constituait de 10 clubs qui sont : Wydad AC, Racing AC, Stade Marocain, US Safi, US Marocaine, US Athlétique, Olympique Marocain, Union Sportive de Fès, CA de Casablanca.

### Après la Seconde Guerre mondiale
À cause de la Seconde Guerre mondiale, le championnat s'est arrêté pour deux saisons (1939-1941) alors que la compétition est remplacée par une autre qui avait le nom de "La Coupe du Maroc" (parfois dénommée Coupe de la Guerre), l'Olympique de Khouribga participait aux tours éliminatoires de cette coupe étant champion de son groupe Ligue du Sud. En quarts de finale, après le tirage au sort, l'OCK reçoit donc le grand club Wydad AC, résultat surprenant dans les journaux, les verts ont gagné sur le score d'un but à zéro et s'est qualifié pour jouer les demi-finales.
En 1941-1942, la coupe de la guerre s'est arrêtée pour revenir au système du championnat, l'Olympique de Khouribga n'a pas réussi à dépasser les compétitions de la ligue régionale et a participé et organisé des tournois à domicile et régionalement à des sports différents. À travers les quarante et les débuts des cinquante et jusqu'à l'indépendance du Maroc, le club participait au championnat régional qui permet d'accéder aux matchs de barrages qui conduisaient à la deuxième division. Et malgré les efforts qu'a subi le club pour monter en deuxième division, il n'a pas réussi son objectif, mais il avait un nombre important de jeunes joueurs, la plupart des marocains qui seront les maestros des clubs, qui vont apparaître après l'indépendance du Maroc grâce à la séparation des Français et marocains, enfin ce sont les Marocains qui vont réussir à monter en deuxième division la saison 1962-1963 en représentant l'Union Sportive des Travailleurs de Khouribga.

### Evolution des logos de l'équipe

Historique des logos de l'Olympique de Khouribga
Premier Logo du club symbole de prolétariat.
Logo des années 2000 avec le nom du Groupe OCP, le sponsor officiel de l'équipe.

## Palmarès

### Football
| National | International |
| --- | --- |
| - Championnat du Maroc (1) : - Champion : 2006/07 - Vice-champion : 1983/84,1988/89, 1995/96 et 2014/15 - Coupe du Maroc (2) : - Vainqueur : 2006 et 2015 - Finaliste : 1981, 1994, 1995 et 2005 - Critérium du Maroc - Groupe Sud (1) : - Champion : 1940/41 - Coupe du Chaouïa-Sud (1) : - Vainqueur : 1948 | - Coupe Arabe des Vainqueurs de Coupe (1) : - Vainqueur : 1996 - Supercoupe arabe de football - Finaliste : 1997 - Coupe arabe des clubs champions - Participation : 2007 - Ligue des champions de la CAF - Participation : 2008 - Seizièmes de finale 2016 - Coupe de la confédération - Premier Tour : 2005 - Phase de poules : 2006 - Huitièmes de finale : 2008 |

#### Compétitions amicales
Le club est invité a plusieurs compétitions amicaux dont le fameux  tournoi de feu Ahmed Antifi que l'OCK remporte 4 fois en :
- Tournoi Ahmed Antifit (4) :
  - Vainqueur : 2001, 2002, 2005 et 2008

### Basket-ball
| National                                                                                               | International                                          |
| --- | ------------------------------------------------------ |
| - Championnat du Maroc (3) : - Champion : 1941/42, 1946/47, 1947/48, 1948/49 - Vice-champion : 1945/46 | - Ligue des champions de l'UNA (1) : - Champion : 1947 |

#### Bilan sportif
À la fin de la saison 2019-2020, l'olympique de Khouribga comptabilise un total de 36 participations au plus haut niveau du football marocain
| Championnat                             | Saisons | Titres | J    | G   | N   | P   | Bp   | Bc  | Diff |
| --------------------------------------- | ------- | ------ | ---- | --- | --- | --- | ---- | --- | ---- |
| Division 1/Botola Pro (1983/84-2019/20) | 36      | 1      | 1092 | 385 | 345 | 332 | 1053 | 979 | 74   |

### Handball
- Botola d'Ex (2)
  - Champion : 1969, 1970

## Parcours national et international
L'Olympique de Khouribga participait souvent en Coupe d'Afrique du Nord mais le club ne réussissait pas à dépasser les tours préliminaires.
En 1996, le club se hisse au sommet du football arabe, en remportant la Coupe arabe des vainqueurs de coupe et terminant vice-champion de la Supercoupe arabe derrière Al Ahly Le Caire.
| Blanc et Bleu |

| Vert et blanc |

| Blanc et Bleu |

| Vert et blanc |

| Coupe arabe des vainqueurs de coupe Vainqueur en 1996 |
| ----------------------------------------------------- |
| Olympique de Khouribga Premier titre                  |

### Les années 2000

#### L'ère Madih
En 2006 donc dix ans plus tard, alors que l'équipe était sous les reines d'un certain Mustapha Madih l'OCK remporte sa première Coupe du Maroc.
| Blanc et rouge |
| Entraîneur :   |
| Eugen Moldovan |

| Vert et blanc  |
| Entraîneur :   |
| Mustapha Madih |

| Blanc et rouge |
| Entraîneur :   |
| Eugen Moldovan |

| Vert et blanc  |
| Entraîneur :   |
| Mustapha Madih |

| Coupe du Maroc Vainqueur en 2006     |
| ------------------------------------ |
| Olympique de Khouribga Premier titre |

Durant la même année, il atteint la phase des groupes de la Coupe de la confédération où il perd face à son compatriote le FAR de Rabat et sort pendant les phases de poules du Groupe A qui mènent directement en finale.
| Rang | Équipe                | Pts | J | G | N | P | Bp | Bc | Diff |  | Résultats (▼ dom., ► ext.) | FAR | OCK | Pet | Int |
| ---- | --------------------- | --- | - | - | - | - | -- | -- | ---- |  | -------------------------- | --- | --- | --- | --- |
| 1    | AS FAR                | 13  | 6 | 4 | 1 | 1 | 9  | 5  | +4   |  | AS FAR                     |     | 3-1 | 2-1 | 2-0 |
| 2    | OC Khouribga          | 10  | 6 | 3 | 1 | 2 | 6  | 4  | +2   |  | OC Khouribga               | 2-0 |     | 1-0 | 1-0 |
| 3    | Petro Atlético Luanda | 8   | 6 | 2 | 2 | 2 | 10 | 7  | +3   |  | Petro Atlético Luanda      | 1-1 | 1-1 |     | 4-1 |
| 4    | Inter Luanda          | 3   | 6 | 1 | 0 | 5 | 3  | 12 | -9   |  | Inter Luanda               | 0-2 | 1-0 | 1-3 |     |

L'année suivante, en 2007, l'Olympique Khouribga créera la surprise en remportant son premier titre de Botola Pro après avoir dominé le championnat du début à la fin de la saison, Par cette même occasion, les Khouribguis obtiennent leur ticket pour la Ligue des champions de la CAF pour la première fois de leur histoire.
| Rang | Équipe                      | Pts | J  | G  | N  | P | Bp | Bc | Diff |
| ---- | --------------------------- | --- | -- | -- | -- | - | -- | -- | ---- |
| 1    | Olympique Club de Khouribga | 62  | 30 | 17 | 11 | 2 | 38 | 16 | +22  |
| 2    | FAR de Rabat V CdT          | 55  | 30 | 16 | 7  | 7 | 31 | 17 | +14  |
| 3    | Moghreb de Tétouan          | 54  | 30 | 15 | 9  | 6 | 37 | 31 | +6   |
| 4    | Wydad AC T                  | 47  | 30 | 11 | 14 | 5 | 30 | 20 | +10  |

Légende
- Champion de la compétition
- Ligue des champions de la CAF 2008
- Ligue des champions arabes 2007-2008

Abréviations
T : Tenant du titre

V : Vice-champion

CdT : Vainqueur de la Coupe du Trône 2006-2007
| Championnat du Maroc Vainqueur en 2007 |
| -------------------------------------- |
| Olympique de Khouribga Premier titre   |

### Les années 2010

#### L'ère Ajlani
En 2014 sous l'égide de l'entraineur tunisien Ahmed Ajlani, l'olympique se hisse a la deuxième place de la Botola Pro en terminant a seulement 3 points du champion le WAC et ainsi décroche son billet pour la prestigieuse Ligue des champions de la CAF.
| Rang | Équipe                 | Pts | J  | G  | N  | P | Bp | Bc | Diff |
| ---- | ---------------------- | --- | -- | -- | -- | - | -- | -- | ---- |
| 1    | Wydad AC               | 59  | 30 | 16 | 11 | 3 | 48 | 21 | +27  |
| 2    | Olympique De Khouribga | 56  | 30 | 16 | 8  | 6 | 29 | 17 | +12  |

Légende
- Champion de compétition
- Ligue des champions de la CAF 2016

Et l'année qui la suit le club remporte sa deuxième Coupe du Maroc après avoir battu le FUS de Rabat dans la séance des tirs au but après un match nul.
| Blanc et rouge |
| Entraîneur :   |
| Walid Regragui |

| Vert et blanc |
| Entraîneur :  |
| Ahmed Ajlani  |

| Blanc et rouge |
| Entraîneur :   |
| Walid Regragui |

| Vert et blanc |
| Entraîneur :  |
| Ahmed Ajlani  |

| Coupe du Maroc Vainqueur de 2015      |
| ------------------------------------- |
| Olympique de Khouribga Deuxième titre |

L'année suivante en 2016 le club se qualifie pour la prestigieuse Ligue des champions de la CAF ou il passe le tour préliminaire.
Les matchs aller se sont joués les 12, 13 et 14 février 2016 alors que les matchs retour les 26, 27 et 28 février 2016.
| Match | Équipe 1               | Résultat | Équipe 2  | Aller | Retour |
| ----- | ---------------------- | -------- | --------- | ----- | ------ |
| 11    | Olympique de Khouribga | 4 - 2    | Gamtel FC | 2 - 1 | 2 - 1  |

Mais il se retrouve éliminé des seizièmes de finales par l'ES Sahel après un parcours plutôt modeste.
Les matchs aller se sont joués les 11, 12 et 13 mars 2016 alors que les matchs retour  les 18, 19 et 20 mars 2016.
| Match | Équipe 1               | Résultat | Équipe 2 | Aller | Retour |
| ----- | ---------------------- | -------- | -------- | ----- | ------ |
| 33    | Olympique de Khouribga | 1 - 3    | ES Sahel | 1 - 1 | 0 - 2  |

### Entre 2016 et 2020
Puis s'ensuit des années de course au maintien, changement de direction et d'entraineurs, plus la vente de joueurs tels que Jaouad El Yamiq, ou encore plus récemment Khalid Hachadi et d'autres sans vraiment penser au futur du club, et lors de la saison 2019-2020 de la Botola Pro, le club achève la saison à la 15e position synonyme de relégation en Botola Pro 2 inwi pour la première fois depuis plus de 20 ans sous la direction de l'entraîneur Abdelaziz Kerkache.
| Rang | Équipe                 | Pts | J  | G | N  | P  | Bp | Bc | Diff |
| ---- | ---------------------- | --- | -- | - | -- | -- | -- | -- | ---- |
| 14   | IR Tanger              | 32  | 30 | 7 | 11 | 12 | 20 | 36 | -16  |
| 15   | Olympique de Khouribga | 28  | 30 | 6 | 10 | 13 | 24 | 38 | -14  |
| 16   | Raja de Beni Mellal    | 12  | 30 | 1 | 9  | 20 | 13 | 42 | -29  |

Légende
- Relégation en Botola Pro 2 Inwi

### Aujourd'hui
Cependant après une seule année en deuxième série, et toujours avec Abdelaziz Kerkache, le club est promu le 2 juillet 2021 en Botola Pro 1 Inwi.

## Effectif

### Entraineur, dispositif et plan de jeu
L'entraîneur préconise une formation de 4-1-4-1 offensive, qui est très prolifique cette saison[Quand ?] avec plus de 38 buts inscrits et 25 concédés

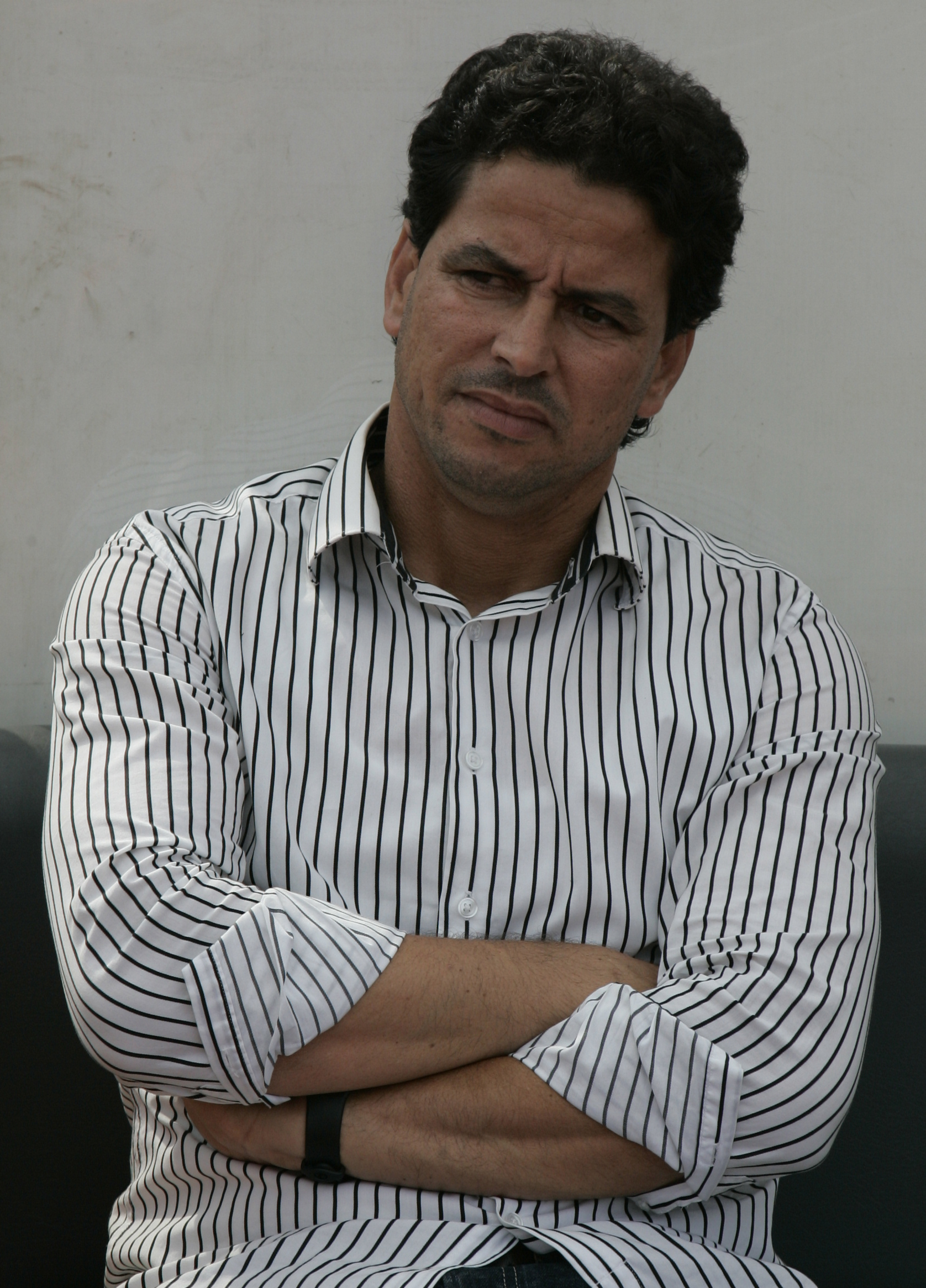
Fakhir, entraineur de l'OCK

## Joueurs emblématiques
- Walid El Karti
- Youssef Oggadi
- Jaouad Zaki
- Oumar Diallo
- Hicham Mahdoufi
- Jaouad El Yamiq
- Khalid Hachadi
- Ibrahim Bezghoudi
- Amine El Bourkadi
- Otmane El Assas
- Salaheddine Aqqal
- Larbi Lahbabi

## Finances

### Transferts les plus chers de l'histoire de l'OCK
| Départs |       |                  |          |                 |
| Rang    | Année | Joueur           | Montant  | Déstination     |
| 1er     | 2020  | Khalid Hachadi   | 10 MDH   | Vitoria Setubal |
| 2e      | 2007  | Hassan Souari    | 9,5 MDH  | Istres FC       |
| 3e      | 2012  | Zakaria Amzil    | 2,77 MDH | AS FAR          |
| 4e      | 2018  | Amin Tighazoui   | 2,68 MDH | Wydad AC        |
| 5e      | 2011  | Hicham Mahdoufi  | 2,5 MDH  | Raja CA         |
| 6e      | 2013  | Ahmed Mohamadina | 2,25 MDH | RS Berkane      |
| 7e      | 2017  | Jaouad El Yamiq  | 2 MDH    | Raja CA         |

| Arrivées |       |                     |          |               |
| Rang     | Année | Joueur              | Montant  | Provenance    |
| 1er      | 2020  | Issouf Traoré       | 1,66 MDH | Djoliba AC    |
| 2e       | 2020  | Mehdi Zaya          | 1,4 MDH  | KAC Marrakech |
| 3e       | 2014  | Ibrahim Largou      | 1,2 MDH  | RS Berkane    |
| 4e       | 2014  | Abdelkarim Benhania | 1 MDH    | MA Tetouan    |

## Stade
- Le stade de l'OCK est nationalement connu comme étant parmi les plus somptueux stades du Maroc avec plus de 20 000 places assises, construit en 1923, sous le règne du président dris Benhima lors de la saison sportive 1988 le club se dote d'un gazon naturel qui est parmi les plus beaux du Maroc.

Images du Complexe Sportif du Phosphate
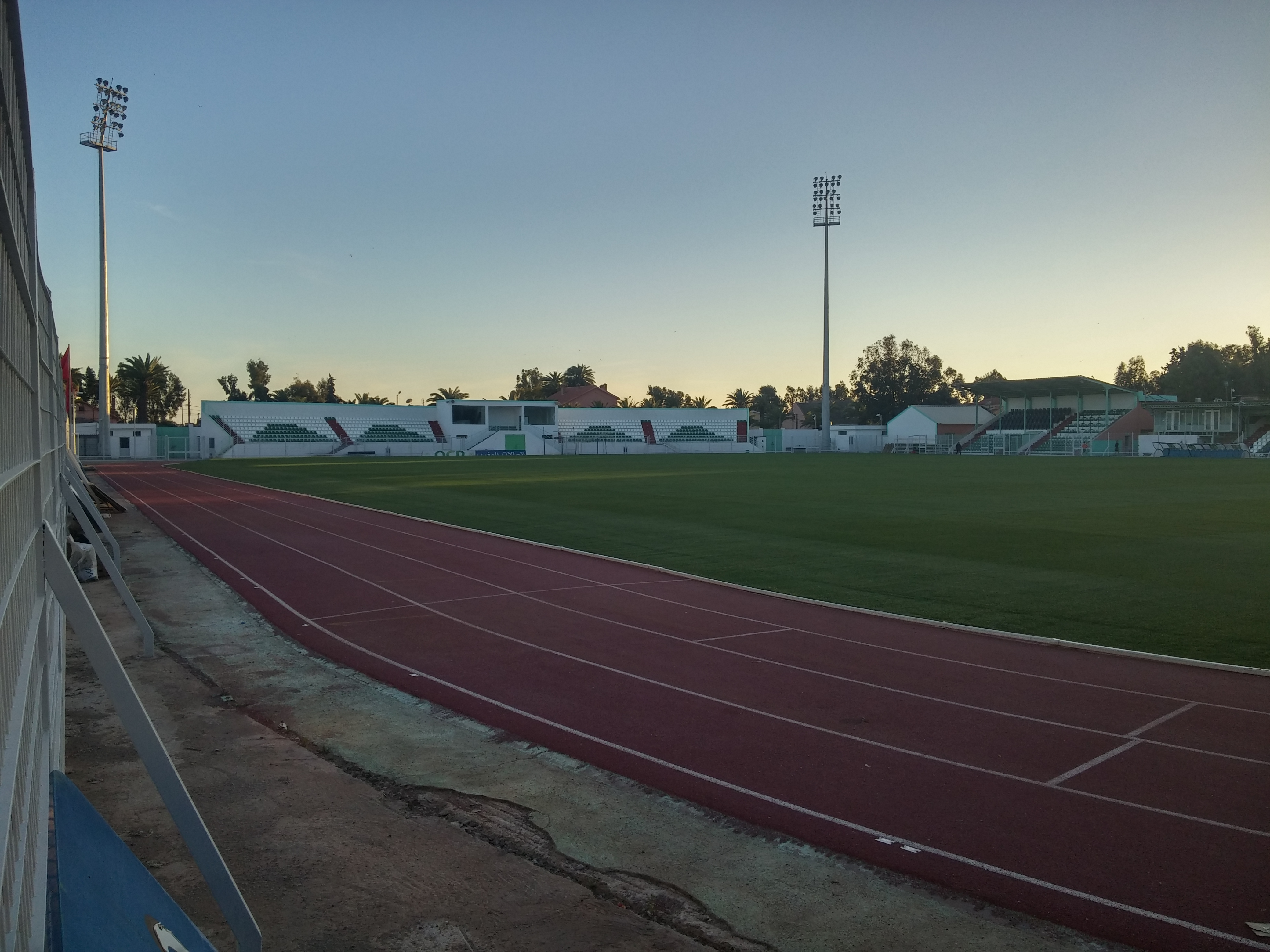
Stade Phosphate en 2017
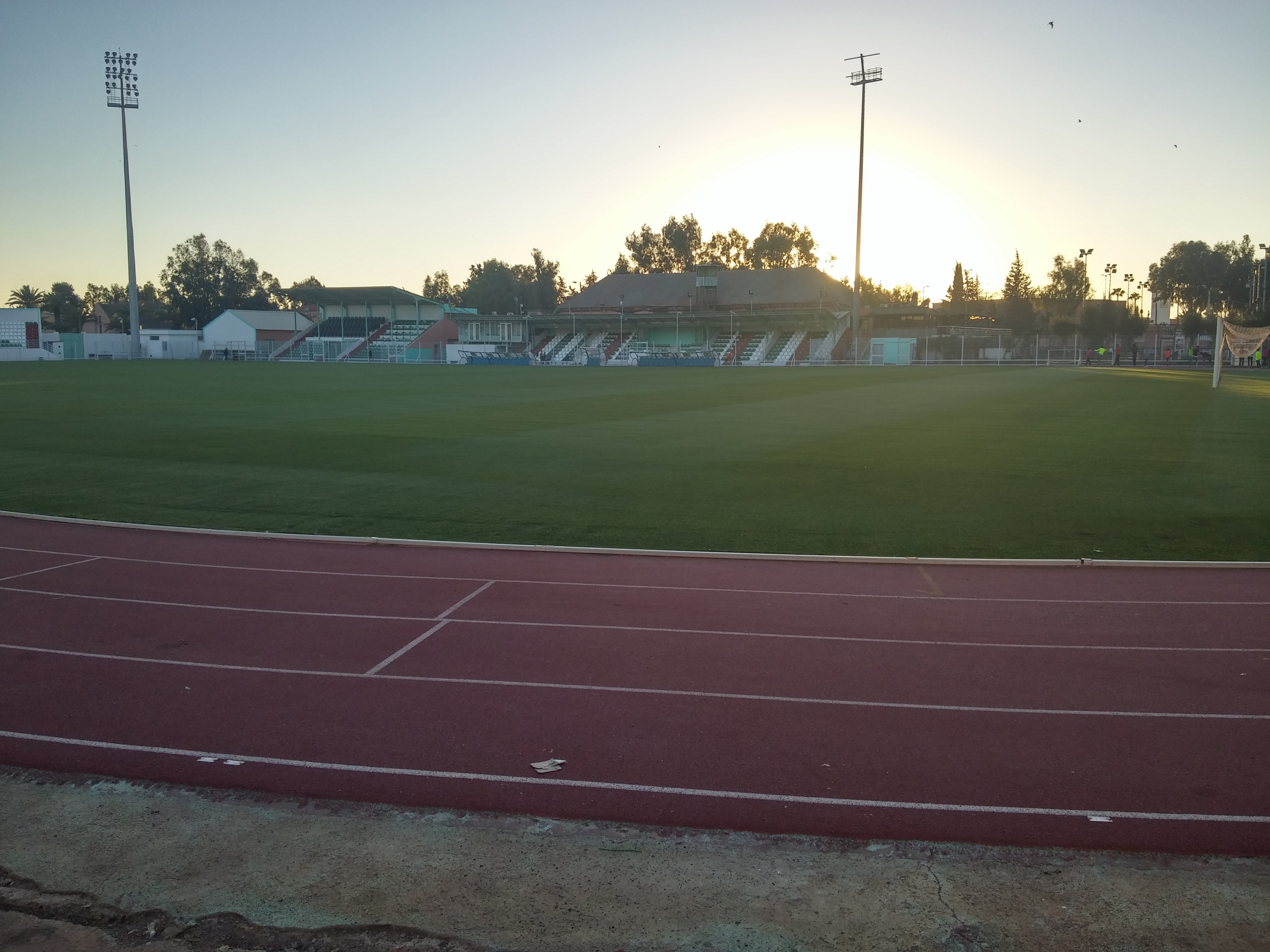
Vue sur les tribunes extérieures

## Sponsors
Le club a toujours été parrainé par le groupe Office chérifien des phosphates. Le Groupe OCP est le sponsor principal du club pour un montant de 6 millions DH/an.